# 味の向こう側 〜入り口〜
『味の向こう側 〜入り口〜』（あじのむこうがわ いりぐち）は、DJみそしるとMCごはんの2枚目のミニアルバム。2016年7月27日にKi/oon Music（Sony Music Entertainment）より発売された。初回生産限定盤はもけもけ味蕾付きの「味の向こう側NOTE」が同梱。

## 概要
DJみそしるとMCごはんは「（今までのアルバムは）ずっとレシピが基本にあったけど、今回は"味"をテーマに音楽を作って表現しようと思った。同じ物を食べているんだけど、人によっておいしさが別物なのがすごく不思議だなと。すごくおいしいものでも、1回目の幸せは5回目くらいになると慣れてきて、感動が薄れてしまうのはなんでだろうとか、そのようなことがきっかけになってできている気がする」と話している。

## 収録曲
1. ゴショータイ・ラップ [1:17]
(作詞・作曲・編曲：DJみそしるとMCごはん)
2. ママのバーガー [2:38]
(作詞・作曲・編曲：DJみそしるとMCごはん)
3. あいつうまそう [3:46]
(作詞：DJみそしるとMCごはん / 作曲：土田伸二, DJみそしるとMCごはん / 編曲：TSUTCHIE)
4. 食いモンドウ (苦手編) [5:34]
(作詞・作曲・編曲：DJみそしるとMCごはん)
  - 相談者として光浦靖子と森本レオが参加。
5. The Gang Eat More [2:33]
(作詞：DJみそしるとMCごはん / 作曲：藤原大輔, DJみそしるとMCごはん / 編曲：藤原大輔)
6. 夏とセンパイなんです [4:47]
(作詞：かせきさいだぁ / 作曲：岡本真夜, DJみそしるとMCごはん)
  - 広末涼子が1997年にリリースした「大スキ!」をサンプリングしている。歌詞はDJみそしるとMCごはんがファンである、かせきさいだぁが担当。かせきさいだぁの楽曲「じゃっ夏なんで」のアンサーソングを作りたいと思い、彼に頼んだという[4]。